# Великоманадиське сільське поселення
Великоманади́ське сільське поселення (рос. Большеманадышское сельское поселение) — муніципальне утворення у складі Атяшевського району Мордовії, Росія. Адміністративний центр — село Великі Манадиші.

## Історія
Станом на 2002 рік існували Великоманадиська сільська рада (села Великі Манадиші, Тетюші, присілок Чебудаси) та Русько-Дубровська сільська рада (село Руська Дубровка).
10 вересня 2014 року було ліквідовано Русько-Дубровське сільське поселення, його територія увійшла до складу Великоманадиського сільського поселення.

## Населення
Населення — 1069 осіб (2019, 1187 у 2010, 1268 у 2002).

## Склад
До складу поселення входять такі населені пункти:
| Населений пункт       | Населення, осіб (2002) | Населення, осіб (2010) |
| --------------------- | ---------------------- | ---------------------- |
| Великі Манадиші, село | 572                    | 518                    |
| Руські Дубровки, село | 300                    | 264                    |
| Тетюші, село          | 255                    | 272                    |
| Чебудаси, присілок    | 141                    | 133                    |